# Brigitte Gapais-Dumont
Brigitte Gapais-Dumont, née le 25 avril 1944 à Saint-Fargeau (Seine-et-Marne) et morte le 29 novembre 2018 à Concarneau, est une escrimeuse française maniant le fleuret.

## Carrière
Brigitte Gapais-Dumont participe aux épreuves de fleuret lors de quatre éditions des Jeux olympiques. À Tokyo en 1964, la Française est éliminée en qualifications en individuel et termine sixième dans le concours par équipes. En 1968 à Mexico, elle se classe quatrième individuellement et collectivement. Elle termine sixième de l'épreuve collective en 1972 à Munich. Aux Jeux olympiques de 1976 à Montréal, elle se classe quatrième de l'épreuve individuelle et remporte la médaille d'argent dans l'épreuve par équipes.
De 1976 à 1981, elle est vice-présidente du Comité National Olympique et Sportif Français (CNOSF). 
Nommée Secrétaire Générale de la Fédération Française d'Escrime (pendant 16 ans).

## Divers
- 4e du Fleuret d'Argent 1971 à Côme.